# Kalanchoe tetramera
Kalanchoe tetramera är en fetbladsväxtart som beskrevs av Geddes. Kalanchoe tetramera ingår i släktet Kalanchoe och familjen fetbladsväxter. Inga underarter finns listade i Catalogue of Life.